# Boronia tenuis
Boronia tenuis är en vinruteväxtart som först beskrevs av Lindley, och fick sitt nu gällande namn av George Bentham. Boronia tenuis ingår i släktet Boronia och familjen vinruteväxter. Inga underarter finns listade i Catalogue of Life.